# (2384) Schulhof
(2384) Schulhof es un asteroide perteneciente al cinturón de asteroides descubierto por Margueritte Laugier desde el Observatorio de Niza, Francia, el 2 de marzo de 1943.

## Designación y nombre
Schulhof se designó inicialmente como 1943 EC1.
Más tarde fue nombrado en honor del astrónomo húngaro Léopold Schulhof (1847-1921).

## Características orbitales
Schulhof está situado a una distancia media de 2,611 ua del Sol, pudiendo acercarse hasta 2,299 ua y alejarse hasta 2,922 ua. Su inclinación orbital es 13,53° y la excentricidad 0,1193. Emplea 1541 días en completar una órbita alrededor del Sol.